# Nadja Mauad
Nadja Mauad é uma repórter esportiva e apresentadora de TV brasileira. Atualmente é âncora do Globo Esporte PR pela RPC Curitiba, afiliada da Rede Globo de Televisão em Curitiba.

## Carreira
Começou sua carreira fazendo estágio na rádio CBN (Curitiba/PR), efetivando-se como repórter esportiva logo depois.
Titular da reportagem da Globo em transmissões de jogos de futebol no Paraná, em 2014 ela cobriu a Copa do Mundo, pelo SporTV, e em 2019 foi comentarista na Copa do Mundo Feminina. No rádio, ea apresenta o boletim dos clubes do Paraná no novo formato do programa Panorama Esportivo, apresentado pelo radialista Zeca Marques na Rádio Globo, para todo o Brasil.
Em 2022 recebeu uma proposta do Grupo Disney para trabalhar na ESPN Brasil, mas recusou o convite por nao querer se mudar de Curitiba. Alguns meses antes ela já havia recusado um convite parecido feito pela TV Globo pelo mesmo motivo.
Filmografia
| Período               | Emissora | Programa         | Cargo         | Ref.  |
| --------------------- | -------- | ---------------- | ------------- | ----- |
| Fev/2023 - Atualmente | TV Globo | Globo Esporte PR | Apresentadora | [ 5 ] |

## Prêmios e Indicações
| Ano  | Prêmio                                     | Categoria       | Trabalho Indicado                | Resultado | Ref.         |
| ---- | ------------------------------------------ | --------------- | -------------------------------- | --------- | ------------ |
| 2021 | Prêmio Os +Admirados da Imprensa Esportiva | Site/Blog - Sul | Blog da Nadja - GloboEsporte.com | Venceu    | [ 9 ] [ 10 ] |

### Honrarias
- Em 2020 foi agraciada com o "Prêmio Mérito Esportivo" da Câmara Municipal de Curitiba, pela carreira como ícone do jornalismo esportivo.[11]